# Jacob Lentz
Jacobus (Sjaak) Lambertus Lentz (La Haye, 23 juillet 1894 – 18 août 1963) est un officier civil et collaborateur néerlandais qui a joué un rôle important dans l’élaboration du registre et fichage de la population, et en particulier de la population juive, facilitant son identification, sa ségrégation et sa déportation par l’occupant nazi. Il a agi sous les ordres directs du secrétaire général du ministère de l’Intérieur Karel Johannes Frederiks (nl) qui agissait lui-même pour le compte de l’occupant. Il a été condamné à trois ans d’emprisonnement pour son rôle après la guerre.

## Biographie
Jacob Lentz naît en 1894 à La Haye. Nommé au registre de la population dans cette ville à l’âge de dix-huit ans, il épouse Suzanna Maria Roelijn (1894-1989) en 1919 après un précédent mariage. Il monte en grade, obtenant son diplôme « administration municipale de la population » en 1923 et sa nomination à la tête du Département des affaires générales et du registre de la population à l'hôtel de ville de La Haye en 1926. Lorsqu’une inspection d'État des registres de la population est ajoutée au département des Affaires intérieures, il est chargé d’œuvrer à une plus grande clarté et unité dans les registres municipaux.
Dans les années qui précèdent la Seconde Guerre mondiale, les registres de la population ne sont pas centralisés et dépendent des communes, lesquelles fonctionnent individuellement avec une qualité inégale. Entre les conclusions de la commission gouvernementale pour pallier cette incurie, en 1928, et le décret sur la comptabilité de la population rédigé par Lentz pour la mettre en œuvre, huit ans s’écoulent. Le décret de Lentz impose aux communes d’établir une fiche pour chaque habitant à compter du 1er juillet 1936, et y adjoint une Inspection nationale des registres de la population dont il prend la direction. Un système standard d’enregistrement de la population est ainsi mis en place, et Lentz reçoit un prix de la maison royale pour son travail. Sjaak Lentz veut cependant aller plus loin, et rendre obligatoire le port d’un document d’identité en bonne et due forme à tout moment. Le gouvernement rejette cette proposition en mars 1940 comme contraire aux traditions néerlandaises car elle ferait de chaque citoyen un criminel en puissance mais le bureaucrate obtient tout de même la préparation d’un registre de distribution en vue d’un éventuel rationnement alimentaire.
Dépité par le rejet de sa proposition, Lentz n’est que trop heureux de la voir réactivée quelques mois sans se demander pourquoi ce sont les forces d’occupation qui sont derrière cette initiative. Un décret promulgué en avril 1941 rend la carte d’identité obligatoire pour tout citoyen de 15 ans et plus, et Lentz note avec satisfaction que quelque 7 177 504 cartes d’identité ont été délivrées le 31 décembre de la même année. La pièce  dont l’officier civil est si fier, comporte les adresse, photo, empreinte digitale et signature du (ou de la) titulaire, est en grande partie étanche, de bien meilleure qualité que la Kennkarte (en) allemande et fera échouer la quasi-totalité des tentatives de falsification par la Résistance néerlandaise (d’autant plus que Lentz est sommé de créer une archive fantôme à La Haye pour entreposer une copie du registre national). Elle permet en somme aux forces occupantes de recenser ses compatriotes juifs comme non-juifs, et d’empêcher le ravitaillement des clandestins. L’historien Loe de Jong estime que « Le nombre de milliers de vies perdues à cause de ce système, ne peut être connu avec précision ».

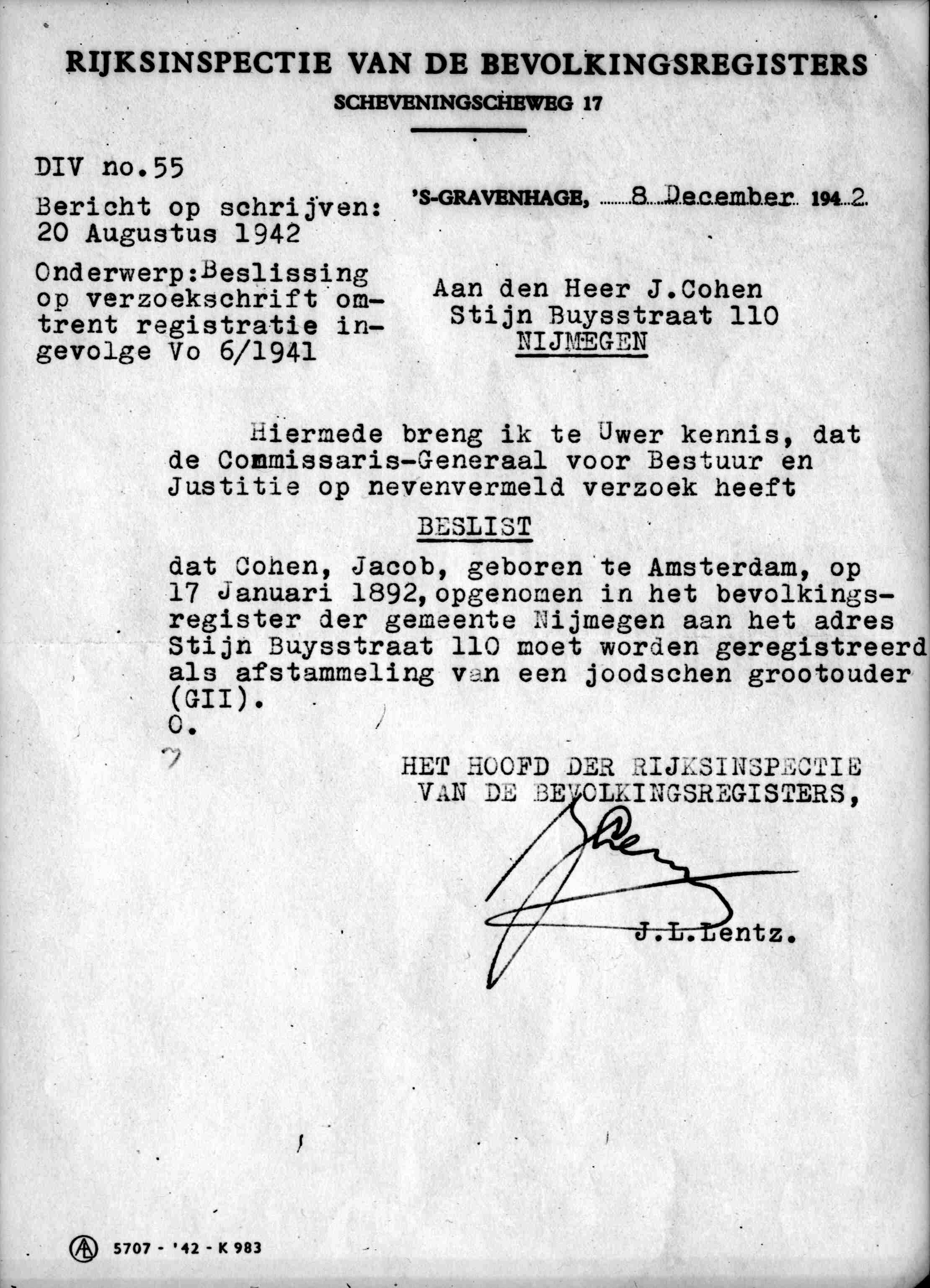
Lettre de l’Inspection nationale des registres de la population, datée du 8 décembre 1942 et signée J.L. Lentz, en vue d’informer le sieur Jacob Cohen qu’il a été enregistré comme Juif à la date susdite.

Le 8 janvier 1941, Jacob Lentz pousse le zèle à proposer au HSSPf Hanns Albin Rauter de tamponner les pièces des Juifs en deux endroits avec un grand J noir, afin de les « rendre plus reconnaissables ». Il établit également le Judenkartei, registre centralisé de toutes les personnes de sang juif à partir duquel des listes de déportation vers la Pologne peuvent être établies et contrôlées. Les Juifs d’Amsterdam ont dix semaines pour se déclarer, et ceux d’ailleurs 14 jours. Une fois les inscriptions reçues, Lentz établit une longue liste de noms de famille juifs afin de débusquer les Juifs non-déclarés dans le registre national (c’est ainsi que Friedrich Wimmer, membre du Reichskommissariat Niederlande (commissariat du Reich pour les Pays-Bas), voit son nom apparaître sur cette liste de contrôle). L’enregistrement du 5 septembre 1941 conclut au recensement de 140 552 Juifs (et Juives), 14 059 demi-Juifs et 5 719 quart-de-Juifs, soit 160 820 personnes potentiellement convocables et déportables.
Près d’un an plus tard, l’appareil de déportation s’est mis en place, et les grandes rafles commencent à Amsterdam sur la base de ces listes scrupuleusement établies : ce sont en fin de compte 107 000 Juifs ou considérés tels qui auront été déportés, dont 101 800 seront assassinés ou succomberont au travail forcé. Jacob Lentz, ciblé par la résistance, reçoit des menaces de mort et tente de démissionner de son poste à plusieurs reprises mais il y est maintenu sur l’insistance de Hanns Rauter qui le fait cacher à une autre adresse. Il est présent lors du bombardement du bâtiment Kleykamp à La Haye où se trouve le registre central de la population, et y survit.
Jacob Lentz est arrêté en 1945 pour collaboration, et est condamné à trois ans de prison en 1947, une peine que de Jong juge bien légère, eu égard au poids de ses responsabilités (elle ne porte en réalité que sur sa participation à l’établissement d’un registre de rationnement qui en privait la Résistance ; le volet juif ne semble pas avoir été pris en compte). Après sa libération et son divorce, il vit en pension chez son oncle jusqu’à sa mort en 1963.

## Ouvrages
Jacob Lentz a plusieurs publications à son actif, portant sur la comptabilité de la population et conservées à la Bibliothèque Royale des Pays-Bas :
- De Bevolkingsboekhouding, 1936, (L’enregistrement de la population, deux publications de 299 et 58 pages, respectivement)
- Supplement op de bevolkingsboekhouding, 1938 (Supplément au précédent, 128 pages)
- Persoonsbewijzen: Handleiding voor de uitvoering van het besluit persoonsbewijzen, 1941, (Cartes personnelles : Manuel d’application du décret sur les cartes personnelles, 402 pages)

Il a aussi rédigé des « Mémoires civils » sur les années 1938 à 1944, rééditées en 2020 par Rob Bakker.

## Évaluation
En 1944 paraît un article de l’Ons Volk, un journal patriotique néerlandais qui dénonce, photographie à la clef, l’« Agent Lentz, pire que la Gestapo » : l’article indique déjà les grands traits que retiendront de lui de Jong et les historiens ultérieurs, celui d’un fonctionnaire absolu, illustration de la « banalité du mal. » Jacob Lentz n’est en effet et n’a jamais été sympathisant du nazisme : il devient membre du conseil d’administration du Vrijzinnig-Democratische Bond (nl) en 1930, et s’oppose à l’avancée des Nazis locaux, fondant plus tard son propre parti qui a été interdit par les forces d'occupation. C’est donc par « amour fatal pour les registres de population », qu’il se lance à corps perdu dans cette tâche qu’il considère comme l’œuvre de sa vie. Il peut, selon les témoignages recueillis par de Jong, passer des nuits entières dans son bureau où il se retrouve « comme un enfant avec ses jouets ». Alors que son homologue français, René Carmille, auquel il est comparé est arrêté par la Gestapo et meurt à Dachau, Jacob Lentz plaçait une confiance absolue dans la hiérarchie et l’administration, s’estimant dispensé de s’attarder aux dimensions morales de sa tâche, aux tentatives de sabotage par la Résistance et même aux réactions horrifiées de sa famille. Il s’est vu jusqu’au bout comme le fidèle serviteur civil de son pays, et exprimait au moment de son décès son mécontentement de n’être pas reconnu comme tel.